# Naissance en 1120
Naissance
- 1116
- 1117
- 1118
- 1119
- 1120
- 1121
- 1122
- 1123
- 1124

Cette page dresse une liste de personnalités nées au cours de l'année 1120 :
- Abraham ben David de Posquières, ou Rabad III, rabbin, kabbaliste et philosophe provençal.
- Boleslas IV de Pologne, duc de Mazovie et de Cujavie, duc de Petite-Pologne, Princeps de Pologne, de Silésie et co-duc de Sandomierz.
- Friedrich II (en), archevêque de Cologne et comte de Berg.
- Fujiwara no Yorinaga, aristocrate qui occupait le poste de sadaijin (ministre de la gauche).Illustration de Fujiwara no Yorinaga
- Gonçalo Mendes de Sousa (en), noble portugais.

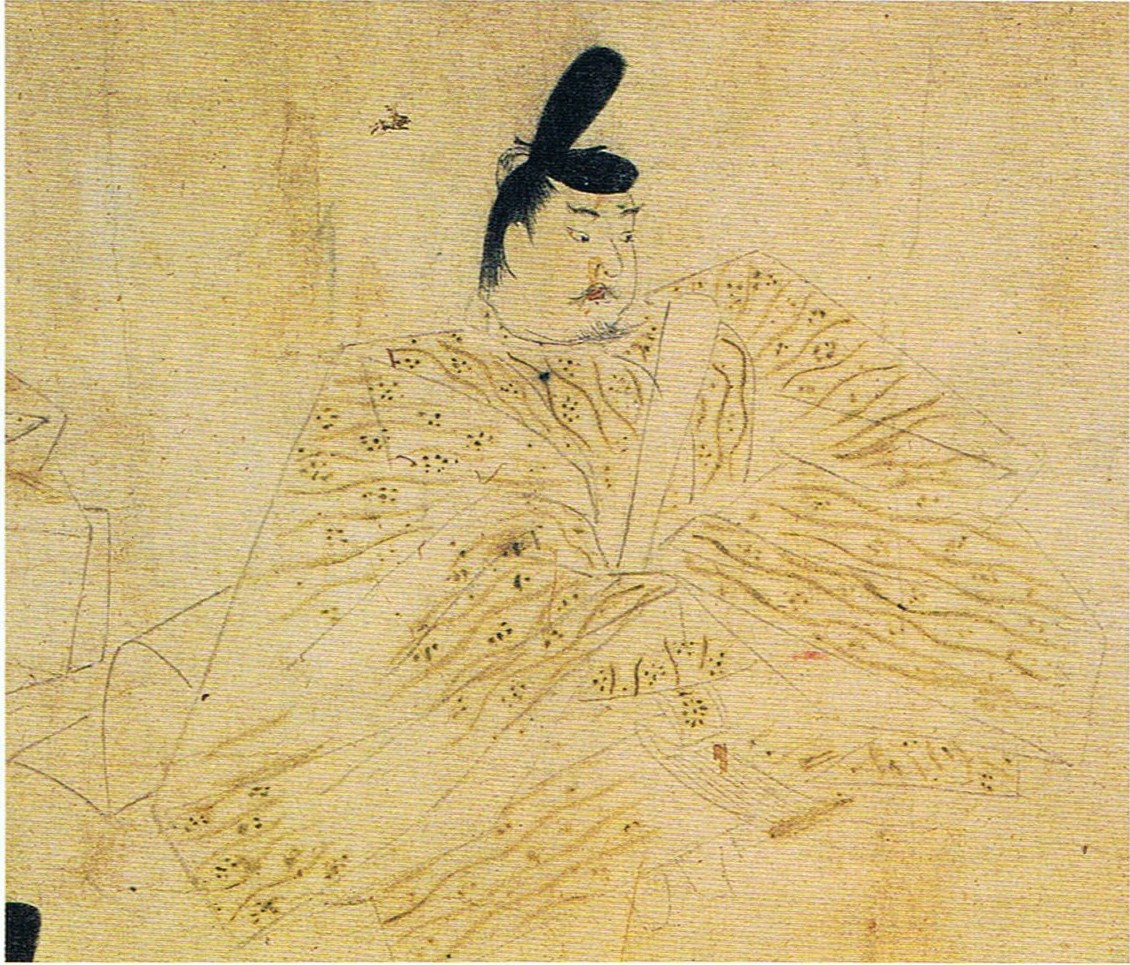
Illustration de Fujiwara no Yorinaga

- Guillaume de Bourges, ou Guillaume de Corbeil, archevêque de Bourges, saint de l’Église catholique.
- Inson, artiste sculpteur japonais.
- Jaksa Gryfita,  membre de la noble famille polonaise Gryfici (en), Castellan de Cracovie.
- Juda ibn Tibbon, rabbin andalou.
- Louis VII, dit Louis le Jeune, roi des Francs.
- Meshoullam ben Nathan, tossafiste provençal.
- Vacarius, expert italien du droit civil et du droit canonique catholique et premier enseignant connu du droit romain en Angleterre.
- Yvette de Bethanie, abbesse catholique,  fille du roi Baudouin II et de Morphia de Melitene : elle est princesse de Jérusalem.
- Zechariah Aghmati (en), rabbin qui vivait au Maroc.

date incertaine (vers 1120)
- Bertrand d'Anduze, seigneur d'Anduze, de Portes, de Lecques et de Montpezat.
- Renaud de Châtillon, prince consort d'Antioche, puis seigneur consort d'Outre-Jourdain et seigneur d'Hébron.
- Urbain III, pape.
- Zhao Boju, ou Chao Po-chü, Tchao Po-Kiu, surnommé : Qianli, peintre chinois.

## Crédit d'auteurs
- Cet article est partiellement ou en totalité issu de l'article intitulé « 1120 » (voir la liste des auteurs).